# 寬徹普化
寬徹普化（？—1365年），又作寬徹不花，元朝宗室，忽必烈之孙，鎮南王脫歡之子。
1326年，封威顺王，镇武昌。1328年，怀王图帖睦尔召见他，还京师大都。奉怀王为元文宗，还镇武昌。1345年，他放纵部下宿卫侵扰百姓，被太师伯颜召回贬官。脱脱任丞相後，放回了他。1351年，率军在金刚台大战徐寿辉，战败，儿子别帖木儿被俘。1352年，丢失武昌，被夺王印。湖广行省参知政事阿鲁辉收复武昌、汉阳，他於1354年还镇武昌。1356年，他和宣让王帖木儿不花领兵镇守怀庆路，后来率领水陆军和徐寿辉部将倪文俊激战，在汉川县兵败，投奔陕西。1365年，回大都，被李思齐阻止，受命屯田成州。

## 延伸阅读
[在维基数据编辑]
 《元史·卷117》，出自宋濂《元史》
 《新元史/卷114》，出自柯劭忞《新元史》